# کرکلند، ادن
کرکلند (به انگلیسی: Kirkland) یک روستا در بریتانیا است که در Culgaith واقع شده‌است.